# Danh sách bài hát thu âm bởi Linkin Park

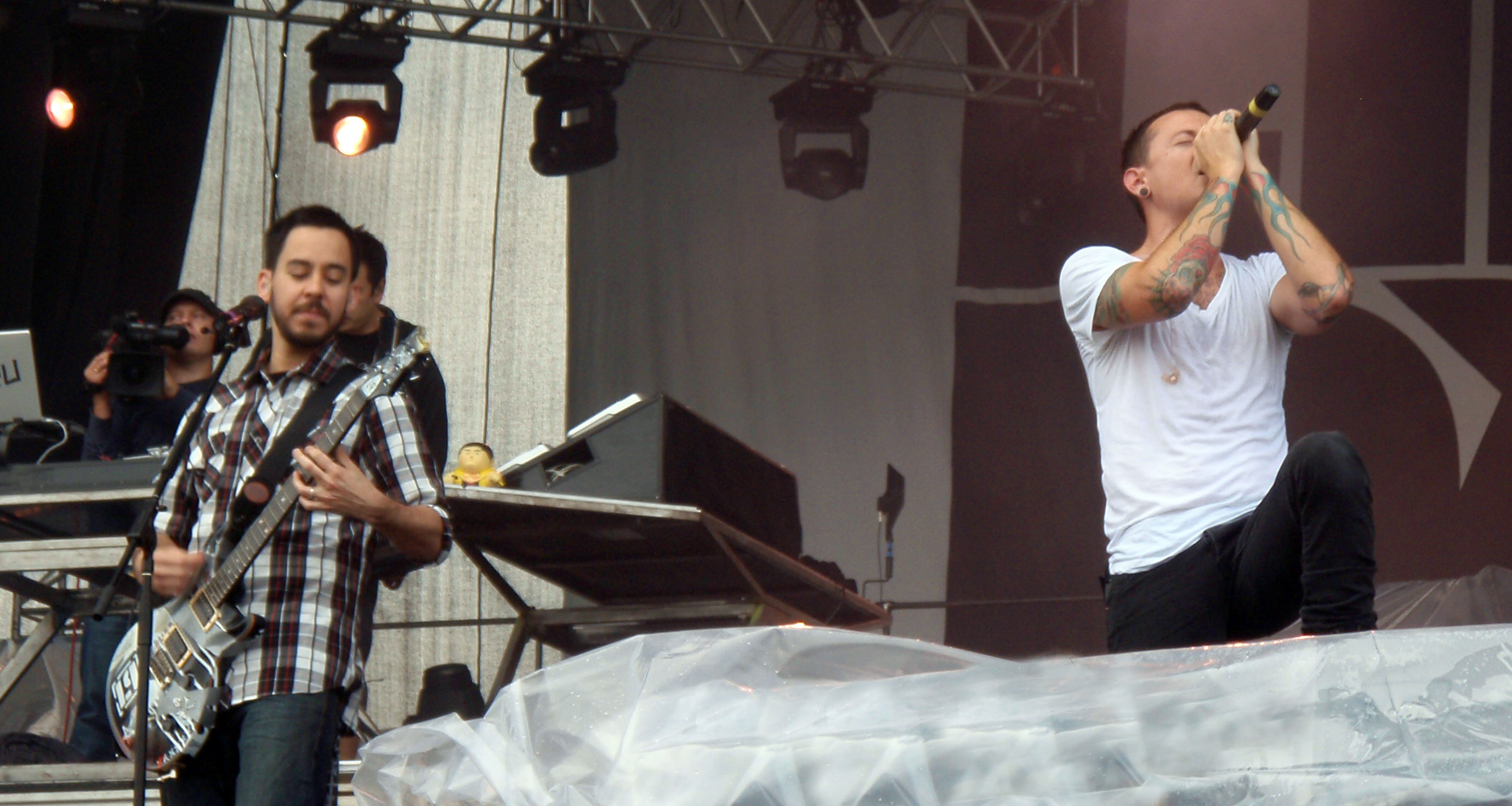
Linkin Park trình diễn tại lễ hội Sonisphere

Ban nhạc rock người Mỹ Linkin Park đã thu âm nhạc phẩm cho 7 album phòng thu. Album gần đây nhất là One More Light, vào năm 2017. Ban nhạc được thành lập tại Los Angeles, California vào năm 1996 bởi ba người bạn cao học, Mike Shinoda, Rob Bourdon và Brad Delson.  Sau đó, nhóm đã mở rộng thành 6 thành viên khi họ kết nạp Joe Hahn, Dave "Phoenix" Farrell và Mark Wakefield vào đội hình. Mark Wakefield sau đó được thay bằng giọng ca chính Chester Bennington.   Sau khi nhận phải nhiều lời từ chối từ một số hãng thu âm lớn, Linkin Park đã tìm đến Jeff Blue để được giúp đỡ thêm. Sau khi không lấy được sự chú ý của Warner Bros. Records trong 3 lần trước đó, Jeff Blue, hiện là phó giám đốc của Warner Bros. Records, đã giúp ban nhạc ký hợp đồng với công ty vào năm 1999. Ban nhạc đã phát hành album đột phá của mình, Hybrid Theory vào năm sau.

## Bài hát

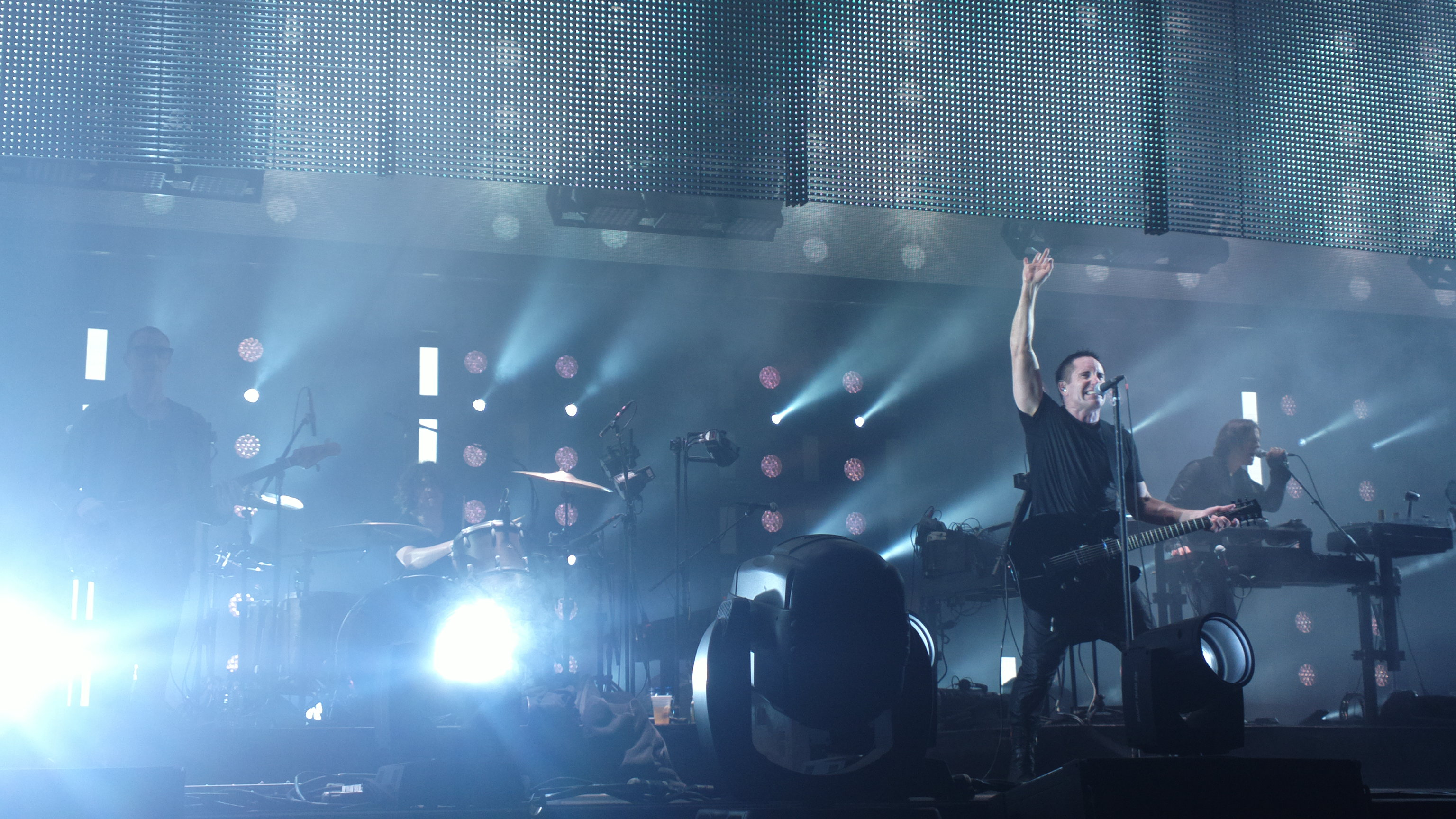
Linkin Park đã cover lại bài hát Wish của Nine Inch Nails, nó xuất hiện trên LP Underground 4.0

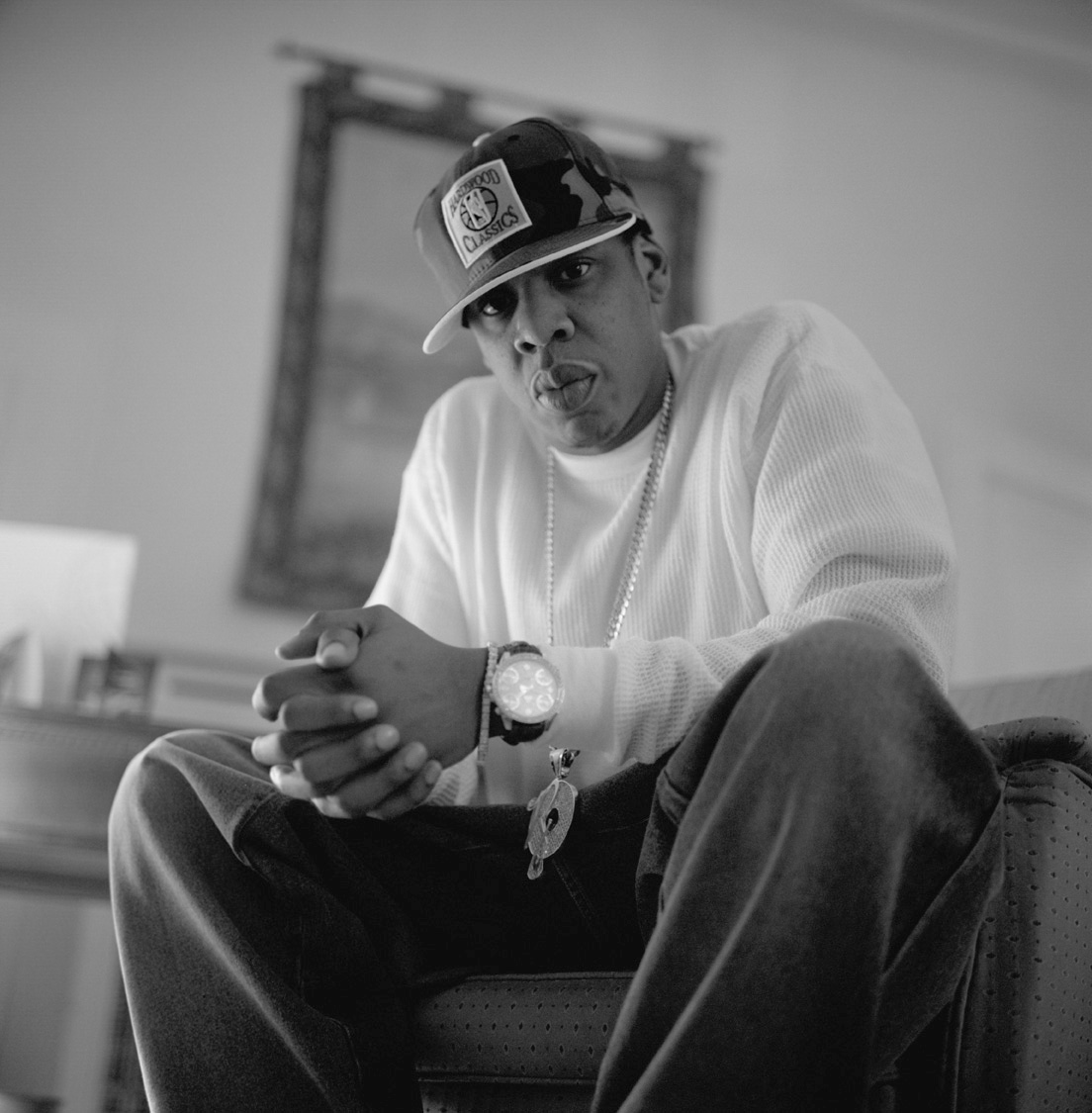
Linkin Park và Jay-Z đã thu âm một đĩa EP mashup "Collision Course".

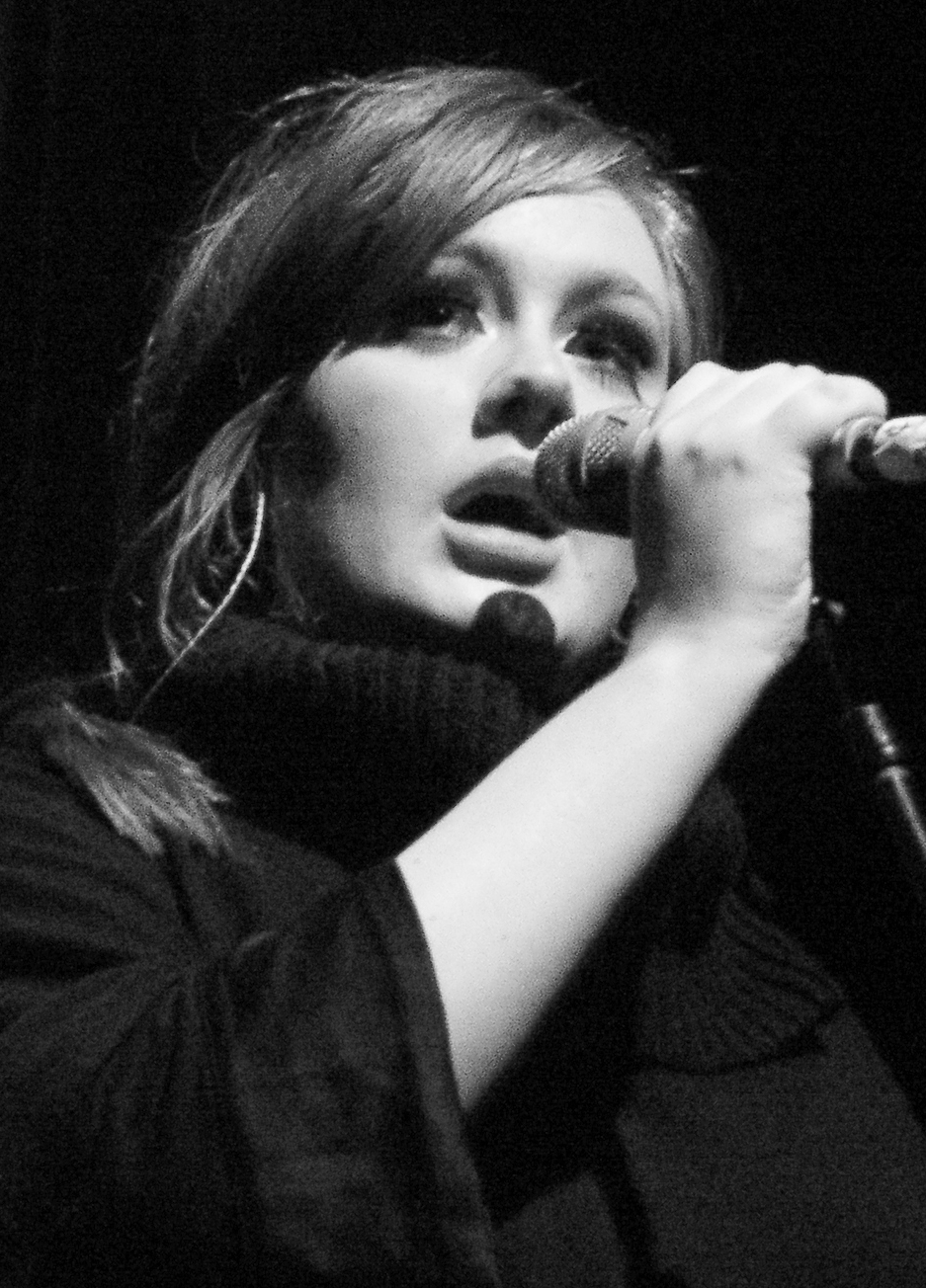
Linkin Park cover ca khúc Rolling in the Deep của Adele, nó xuất hiện trên iTunes Festival

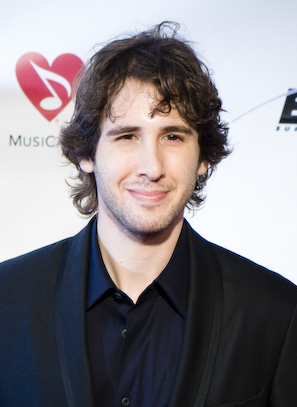
Josh Groban cover bài hát "My December" của Linkin Park, nó xuất hiện trên Closer

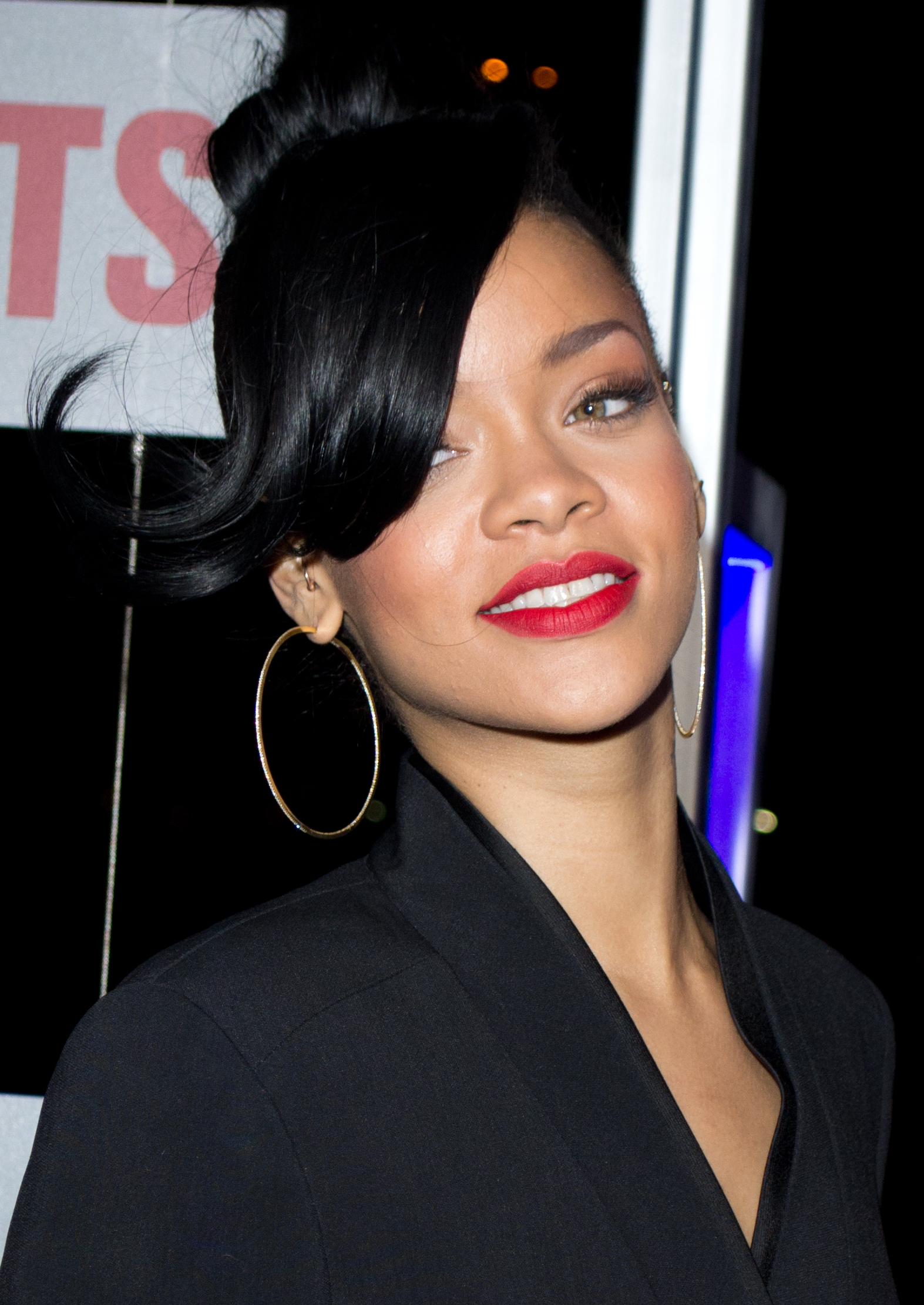
Mike Shinoda của ban nhạc cover ca khúc Umbrella của Rihanna

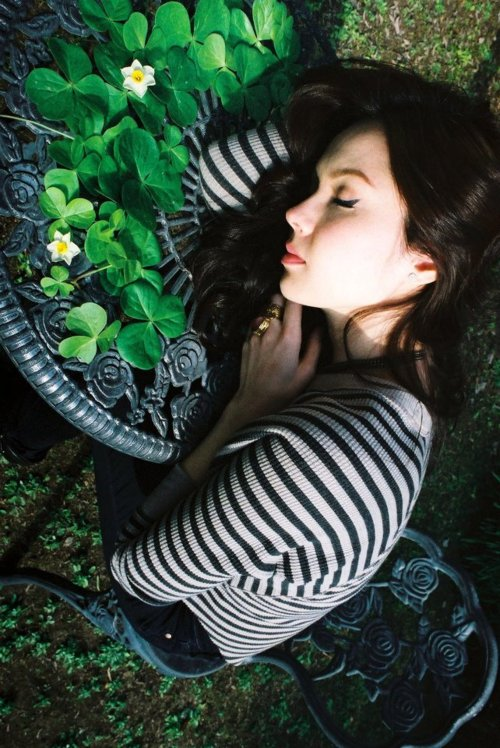
Marié Digby đã cover lại bài hát "What I’ve Done" của Linkin Park, nó xuất hiện trên Start Here.

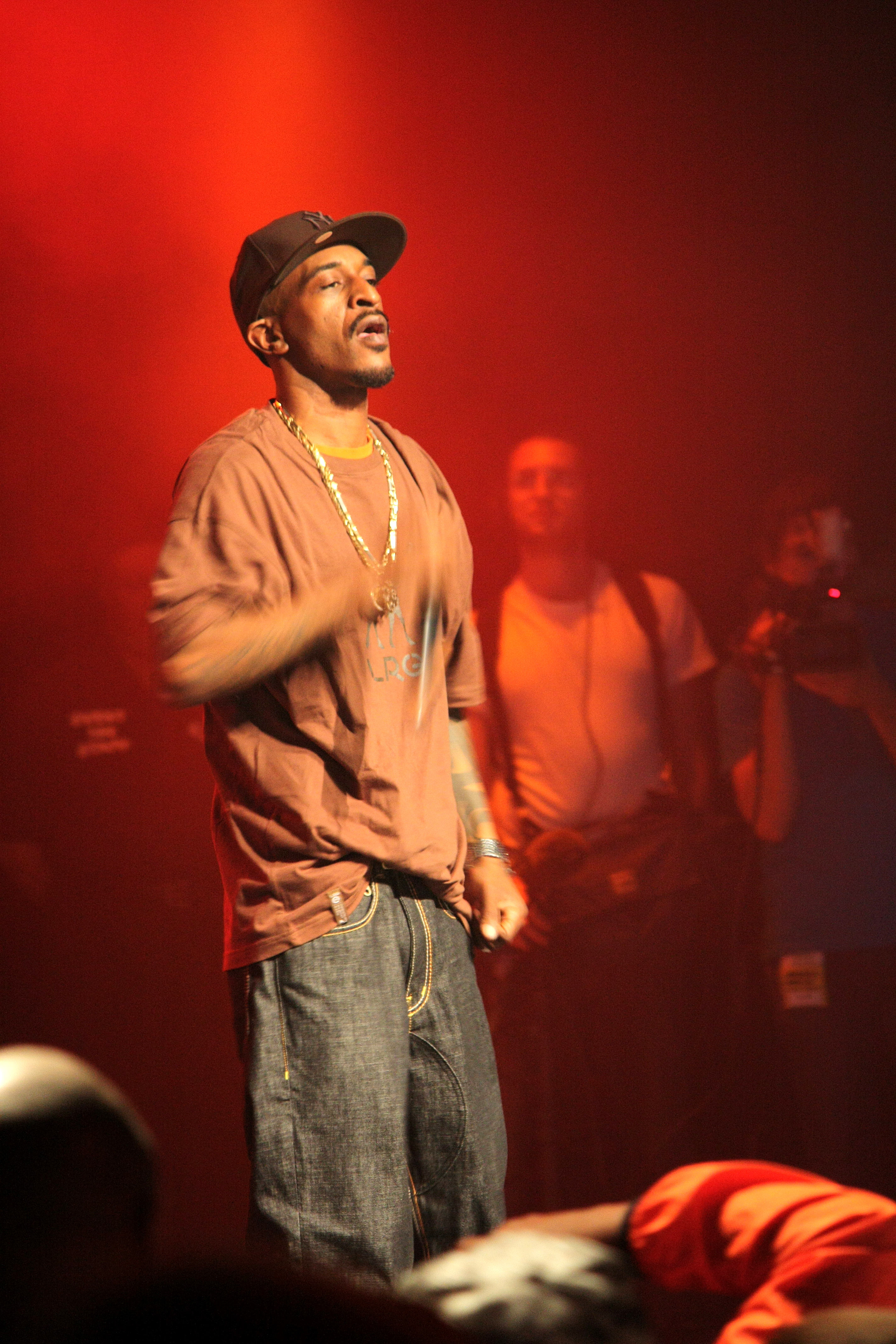
Rapper người Mỹ Rakim từ bộ đôi hip hop thời hoàng kim Eric B. & Rakim đã đồng sáng tác bài hát Guilty All the Same và góp giọng.

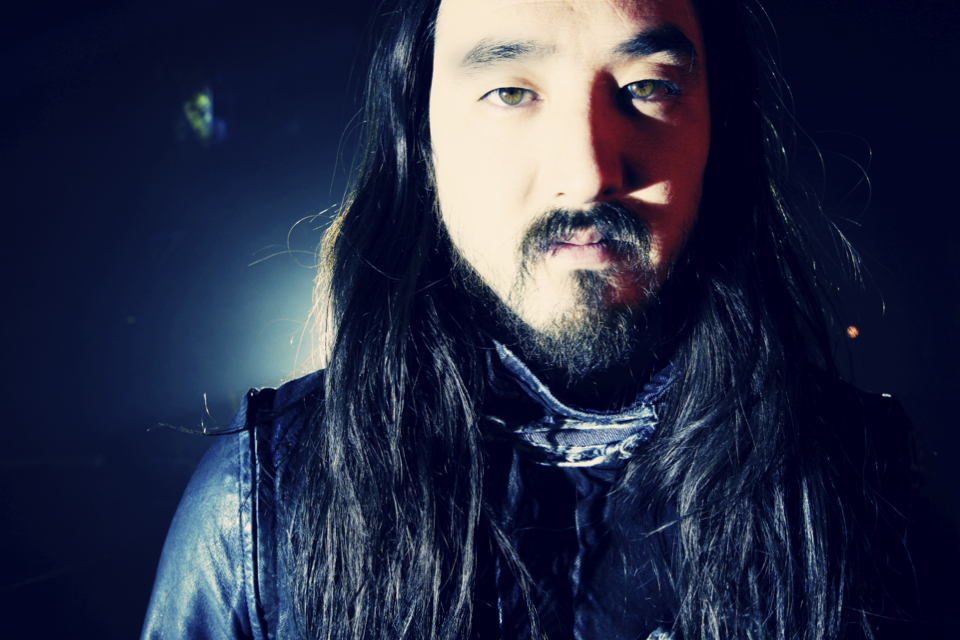
Nhạc sĩ điện tử người Mỹ Steve Aoki đã hợp tác với ban nhạc trong đĩa đơn A Light That Never Comes và Darker Than Blood.

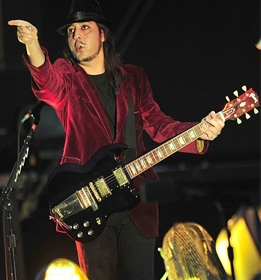
Nghệ sĩ đa nhạc cụ người Mỹ gốc Armenia Daron Malakian từ ban nhạc rock System of a Down đã đồng sáng tác đĩa đơn Rebellion và bổ sung phần guitar cho bài hát.

| Danh mục |
| --- |
| 1997 · 1998 · 1999 · 2000 · 2001 · 2002 · 2003 · 2004 · 2006 · 2007 · 2008 · 2009 · 2010 · 2011 · 2012 · 2013 · 2014 · 2015 · 2016 · 2017 |

| Bài hát đượcp hát hành dưới dạng đĩa đơn          | Biểu thị đĩa đơn          |
| Bài hát đượcp hát hành dưới dạng đĩa đơn quảng bá | Biểu thị đĩa đơn quảng bá |

| Năm  | Tên                                                              | Album                                                                     | Sáng tác                                                                      |
| ---- | ---------------------------------------------------------------- | ------------------------------------------------------------------------- | ----------------------------------------------------------------------------- |
| 1997 | Rhinestone                                                       | Xero (Sampler Tape)                                                       | Xero                                                                          |
| 1997 | Pictureboard                                                     | Xero (Sampler Tape)                                                       | Xero                                                                          |
| 1997 | Reading My Eyes                                                  | Xero (Sampler Tape)                                                       | Xero                                                                          |
| 1997 | Fuse                                                             | Xero (Sampler Tape)                                                       | Xero                                                                          |
| 1997 | Stick N' Move                                                    | Xero (Sampler Tape)                                                       | Xero                                                                          |
| 1998 | Closing                                                          | Rapology 12                                                               | Xero                                                                          |
| 1998 | Drop                                                             | Rapology 13                                                               | Mike Shinoda, Joe Hahn                                                        |
| 1998 | Fiends                                                           | Rapology 14                                                               | Xero                                                                          |
| 1999 | Carousel                                                         | Hybrid Theory (EP)                                                        | Mike Shinoda, Joe Hahn, Brad Delson, Chester Bennington, Rob Bourdon          |
| 1999 | Technique (short)                                                | Hybrid Theory (EP)                                                        | Mike Shinoda, Joe Hahn                                                        |
| 1999 | Step Up                                                          | Hybrid Theory (EP)                                                        | Mike Shinoda, Joe Hahn, Brad Delson                                           |
| 1999 | And One                                                          | Hybrid Theory (EP)                                                        | Mike Shinoda, Joe Hahn, Brad Delson, Chester Bennington, Rob Bourdon          |
| 1999 | High Voltage                                                     | Hybrid Theory (EP)                                                        | Mike Shinoda, Joe Hahn, Brad Delson                                           |
| 1999 | Part of Me                                                       | Hybrid Theory (EP)                                                        | Mike Shinoda, Joe Hahn, Brad Delson, Chester Bennington, Rob Bourdon          |
| 1999 | Plaster                                                          |                                                                           | Hybrid Theory                                                                 |
| 1999 | Crawling (Demo)                                                  |                                                                           | Hybrid Theory                                                                 |
| 1999 | Dust Brothers                                                    |                                                                           | Hybrid Theory                                                                 |
| 1999 | Untitled                                                         | Hybrid Theory 8-track Demo                                                | Hybrid Theory                                                                 |
| 1999 | SuperXero                                                        | Hybrid Theory 8-track Demo                                                | Hybrid Theory                                                                 |
| 1999 | Points and Authority (Demo)                                      | Hybrid Theory 8-track Demo                                                | Hybrid Theory                                                                 |
| 1999 | Crawling (Demo, Edit)                                            | Hybrid Theory 8-track Demo                                                | Hybrid Theory                                                                 |
| 1999 | She Couldn't                                                     | Hybrid Theory 8-track Demo                                                | Hybrid Theory                                                                 |
| 1999 | Carousel (Demo)                                                  | Hybrid Theory 8-track Demo                                                | Hybrid Theory                                                                 |
| 1999 | Part of Me (Demo)                                                | Hybrid Theory 8-track Demo                                                | Hybrid Theory                                                                 |
| 1999 | And One                                                          | Hybrid Theory 8-track Demo                                                | Hybrid Theory                                                                 |
| 1999 | A Place for My Head (Esaul)                                      | Hybrid Theory (2-track Demo)                                              | Hybrid Theory                                                                 |
| 1999 | By Myself                                                        | Hybrid Theory (2-track Demo)                                              | Hybrid Theory                                                                 |
| 2000 | Papercut                                                         | Hybrid Theory                                                             | Linkin Park                                                                   |
| 2000 | One Step Closer                                                  | Hybrid Theory                                                             | Linkin Park                                                                   |
| 2000 | With You                                                         | Hybrid Theory                                                             | Linkin Park, The Dust Brothers                                                |
| 2000 | Points of Authority                                              | Hybrid Theory                                                             | Linkin Park                                                                   |
| 2000 | Crawling                                                         | Hybrid Theory                                                             | Linkin Park                                                                   |
| 2000 | Runaway                                                          | Hybrid Theory                                                             | Linkin Park, Mark Wakefield                                                   |
| 2000 | By Myself                                                        | Hybrid Theory                                                             | Linkin Park                                                                   |
| 2000 | In the End                                                       | Hybrid Theory                                                             | Linkin Park                                                                   |
| 2000 | A Place for My Head                                              | Hybrid Theory                                                             | Linkin Park, Mark Wakefield, Dave Farrell                                     |
| 2000 | Forgotten                                                        | Hybrid Theory                                                             | Linkin Park, Mark Wakefield, Dave Farrell                                     |
| 2000 | Cure for the Itch                                                | Hybrid Theory                                                             | Linkin Park                                                                   |
| 2000 | Pushing Me Away                                                  | Hybrid Theory                                                             | Linkin Park                                                                   |
| 2000 | My December                                                      | Hybrid Theory                                                             | Mike Shinoda                                                                  |
| 2000 | High Voltage                                                     | Hybrid Theory                                                             | Linkin Park                                                                   |
| 2002 | Opening                                                          | Reanimation                                                               | Mike Shinoda                                                                  |
| 2002 | Pts.OF.Athrty                                                    | Reanimation                                                               | Linkin Park, Jay Gordon                                                       |
| 2002 | Enth E ND                                                        | Reanimation                                                               | Linkin Park, KutMasta Kurt và Motion Man.                                     |
| 2002 | [Chali]                                                          | Reanimation                                                               | Linkin Park                                                                   |
| 2002 | FRGT/10                                                          | Reanimation                                                               | Linkin Park, Alchemist và Chali 2na                                           |
| 2002 | P5hng Me A*wy                                                    | Reanimation                                                               | Mike Shinoda, Stephen Richards                                                |
| 2002 | Plc.4 Mie Hæd                                                    | Reanimation                                                               | Linkin Park, Amp Live và Zion I                                               |
| 2002 | X-Ecutioner Style                                                | Reanimation                                                               | Linkin Park, Sean C, Roc Raida và Black Thought                               |
| 2002 | H! Vltg3                                                         | Reanimation                                                               | Linkin Park, Evidence, Pharoahe Monch và DJ Babu                              |
| 2002 | [Riff Raff]                                                      | Reanimation                                                               | Linkin Park                                                                   |
| 2002 | Wth>You                                                          | Reanimation                                                               | Linkin Park, Aceyalone                                                        |
| 2002 | Ntr\Mssion                                                       | Reanimation                                                               | Linkin Park                                                                   |
| 2002 | Ppr:Kut                                                          | Reanimation                                                               | Linkin Park, DJ Cheapshot, Jubacca, Rasco và Planet Asia                      |
| 2002 | Rnw@y                                                            | Reanimation                                                               | Linkin Park, Backyard Bangers và Phoenix Orion                                |
| 2002 | My<Dsmbr                                                         | Reanimation                                                               | Linkin Park, Mickey P. và Kelli Ali                                           |
| 2002 | [Stef]                                                           | Reanimation                                                               | Linkin Park                                                                   |
| 2002 | By_Myslf                                                         | Reanimation                                                               | Linkin Park, Josh Abraham                                                     |
| 2002 | Kyur4 Th Ich                                                     | Reanimation                                                               | Linkin Park                                                                   |
| 2002 | 1Stp Klosr                                                       | Reanimation                                                               | Linkin Park, The Humble Brothers và Jonathan Davis                            |
| 2002 | Krwlng                                                           | Reanimation                                                               | Linkin Park, Aaron Lewis                                                      |
| 2002 | A.06                                                             | LP Underground 2.0                                                        | Linkin Park                                                                   |
| 2002 | Dedicated (Demo 1999)                                            | LP Underground 2.0                                                        | Mike Shinoda, Brad Delson, Joe Hahn, Chester Bennington                       |
| 2003 | Foreword                                                         | Meteora                                                                   | Linkin Park                                                                   |
| 2003 | Don't Stay                                                       | Meteora                                                                   | Linkin Park                                                                   |
| 2003 | Somewhere I Belong                                               | Meteora                                                                   | Linkin Park                                                                   |
| 2003 | Lying from You                                                   | Meteora                                                                   | Linkin Park                                                                   |
| 2003 | Hit the Floor                                                    | Meteora                                                                   | Linkin Park                                                                   |
| 2003 | Easier to Run                                                    | Meteora                                                                   | Linkin Park                                                                   |
| 2003 | Faint                                                            | Meteora                                                                   | Linkin Park                                                                   |
| 2003 | Figure.09                                                        | Meteora                                                                   | Linkin Park                                                                   |
| 2003 | Breaking the Habit                                               | Meteora                                                                   | Linkin Park                                                                   |
| 2003 | From the Inside                                                  | Meteora                                                                   | Linkin Park                                                                   |
| 2003 | Nobody's Listening                                               | Meteora                                                                   | Linkin Park                                                                   |
| 2003 | Session                                                          | Meteora                                                                   | Linkin Park                                                                   |
| 2003 | Numb                                                             | Meteora                                                                   | Linkin Park                                                                   |
| 2004 | Sold My Soul to Yo Mama                                          | LP Underground 4.0                                                        | Joe Hahn, Chester Bennington, Mike Shinoda                                    |
| 2004 | Standing in the Middle                                           | LP Underground 4.0                                                        | Mike Shinoda                                                                  |
| 2004 | Dirt Off Your Shoulder/Lying from You                            | Collision Course                                                          | Jay-Z và Linkin Park                                                          |
| 2004 | Big Pimpin'/Papercut                                             | Collision Course                                                          | Jay-Z và Linkin Park                                                          |
| 2004 | Jigga What/Faint                                                 | Collision Course                                                          | Jay-Z và Linkin Park                                                          |
| 2004 | Numb/Encore                                                      | Collision Course                                                          | Jay-Z và Linkin Park                                                          |
| 2004 | Izzo/In the End                                                  | Collision Course                                                          | Jay-Z và Linkin Park                                                          |
| 2004 | Points of Authority/99 Problems/One Step Closer                  | Collision Course                                                          | Jay-Z và Linkin Park                                                          |
| 2006 | Announcement Service Public                                      | LP Underground 6.0                                                        | Linkin Park                                                                   |
| 2006 | QWERTY                                                           | LP Underground 6.0                                                        | Linkin Park                                                                   |
| 2007 | Wake                                                             | Minutes to Midnight                                                       | Linkin Park                                                                   |
| 2007 | Given Up                                                         | Minutes to Midnight                                                       | Linkin Park                                                                   |
| 2007 | Leave Out All the Rest                                           | Minutes to Midnight                                                       | Linkin Park                                                                   |
| 2007 | Bleed It Out                                                     | Minutes to Midnight                                                       | Linkin Park                                                                   |
| 2007 | Shadow of the Day                                                | Minutes to Midnight                                                       | Linkin Park                                                                   |
| 2007 | What I've Done                                                   | Minutes to Midnight                                                       | Linkin Park                                                                   |
| 2007 | Hands Held High                                                  | Minutes to Midnight                                                       | Linkin Park                                                                   |
| 2007 | No More Sorrow                                                   | Minutes to Midnight                                                       | Linkin Park                                                                   |
| 2007 | Valentine's Day                                                  | Minutes to Midnight                                                       | Linkin Park                                                                   |
| 2007 | In Between                                                       | Minutes to Midnight                                                       | Linkin Park                                                                   |
| 2007 | In Pieces                                                        | Minutes to Midnight                                                       | Linkin Park                                                                   |
| 2007 | The Little Things Give You Away                                  | Minutes to Midnight                                                       | Linkin Park                                                                   |
| 2007 | No Roads Left                                                    | Minutes to Midnight                                                       | Linkin Park                                                                   |
| 2008 | You Ain't Gotsta Gotsta                                          | mmm... Cookies: Sweet Hamster Like Jewels From America! (Underground 8.0) | Linkin Park                                                                   |
| 2008 | Bubbles                                                          | mmm... Cookies: Sweet Hamster Like Jewels From America! (Underground 8.0) | Linkin Park                                                                   |
| 2008 | No Laundry                                                       | mmm... Cookies: Sweet Hamster Like Jewels From America! (Underground 8.0) | Linkin Park                                                                   |
| 2008 | Da Bloos                                                         | mmm... Cookies: Sweet Hamster Like Jewels From America! (Underground 8.0) | Linkin Park                                                                   |
| 2008 | PB n' Jellyfish                                                  | mmm... Cookies: Sweet Hamster Like Jewels From America! (Underground 8.0) | Linkin Park                                                                   |
| 2008 | 26 Lettaz in da Alphabet                                         | mmm... Cookies: Sweet Hamster Like Jewels From America! (Underground 8.0) | Linkin Park                                                                   |
| 2008 | Lockjaw                                                          | Bài hát ngoài album                                                       | Mike Shinoda, Rob Bourdon                                                     |
| 2009 | New Divide                                                       | Transformers: Revenge of the Fallen                                       | Linkin Park                                                                   |
| 2009 | A-Six (Original Long Version 2002)                               | LP Underground 9: Demos                                                   | Linkin Park                                                                   |
| 2009 | Faint (Demo 2002)                                                | LP Underground 9: Demos                                                   | Linkin Park                                                                   |
| 2009 | Sad (By Myself Demo 1999)                                        | LP Underground 9: Demos                                                   | Linkin Park                                                                   |
| 2009 | Fear (Leave Out All the Rest Demo 2006)                          | LP Underground 9: Demos                                                   | Linkin Park                                                                   |
| 2009 | Figure.09 (Demo 2002)                                            | LP Underground 9: Demos                                                   | Linkin Park                                                                   |
| 2009 | Stick and Move (Runaway Demo 1998)                               | LP Underground 9: Demos                                                   | Linkin Park, Mark Wakefield                                                   |
| 2009 | Across the Line (Unreleased Demo 2007)                           | LP Underground 9: Demos                                                   | Linkin Park                                                                   |
| 2009 | Drawing (Breaking the Habit Demo 2002)                           | LP Underground 9: Demos                                                   | Linkin Park                                                                   |
| 2009 | Drum Song (Little Things Give You Away Demo 2006)                | LP Underground 9: Demos                                                   | Linkin Park                                                                   |
| 2010 | Not Alone                                                        | Download to Donate for Haiti                                              | Linkin Park                                                                   |
| 2010 | The Requiem                                                      | A Thousand Suns                                                           | Linkin Park                                                                   |
| 2010 | The Radiance                                                     | A Thousand Suns                                                           | Linkin Park                                                                   |
| 2010 | Burning in the Skies                                             | A Thousand Suns                                                           | Linkin Park                                                                   |
| 2010 | Empty Spaces                                                     | A Thousand Suns                                                           | Linkin Park                                                                   |
| 2010 | When They Come for Me                                            | A Thousand Suns                                                           | Linkin Park                                                                   |
| 2010 | Robot Boy                                                        | A Thousand Suns                                                           | Linkin Park                                                                   |
| 2010 | Jornada del Muerto                                               | A Thousand Suns                                                           | Linkin Park                                                                   |
| 2010 | Waiting for the End                                              | A Thousand Suns                                                           | Linkin Park                                                                   |
| 2010 | Blackout                                                         | A Thousand Suns                                                           | Linkin Park                                                                   |
| 2010 | Wretches and Kings                                               | A Thousand Suns                                                           | Linkin Park, Mario Savio                                                      |
| 2010 | Wisdom, Justice, and Love                                        | A Thousand Suns                                                           | Linkin Park, Martin Luther King Jr.                                           |
| 2010 | Iridescent                                                       | A Thousand Suns                                                           | Linkin Park                                                                   |
| 2010 | Fallout                                                          | A Thousand Suns                                                           | Linkin Park                                                                   |
| 2010 | The Catalyst                                                     | A Thousand Suns                                                           | Linkin Park                                                                   |
| 2010 | The Messenger                                                    | A Thousand Suns                                                           | Linkin Park                                                                   |
| 2010 | A Thousand Suns: The Full Experience                             | A Thousand Suns                                                           | Linkin Park                                                                   |
| 2010 | Blackbirds                                                       | A Thousand Suns                                                           | Linkin Park                                                                   |
| 2010 | Unfortunate (Unreleased Demo 2002)                               | Underground X: Demos                                                      | Linkin Park                                                                   |
| 2010 | What We Don't Know (Unreleased Demo 2007)                        | Underground X: Demos                                                      | Linkin Park                                                                   |
| 2010 | Oh No (Points of Authority Demo)                                 | Underground X: Demos                                                      | Linkin Park                                                                   |
| 2010 | I Have Not Begun (Unreleased Demo 2009)                          | Underground X: Demos                                                      | Linkin Park                                                                   |
| 2010 | Pale (Unreleased Demo 2006)                                      | Underground X: Demos                                                      | Linkin Park                                                                   |
| 2010 | Pretend to Be (Unreleased Demo 2008)                             | Underground X: Demos                                                      | Linkin Park                                                                   |
| 2010 | Divided (Unreleased Demo 2005)                                   | Underground X: Demos                                                      | Linkin Park                                                                   |
| 2010 | What I've Done (M. Shinoda Remix)                                | Underground X: Demos                                                      | Linkin Park                                                                   |
| 2010 | Coal (Unreleased Demo 1997)                                      | Underground X: Demos                                                      | Linkin Park                                                                   |
| 2010 | Halo (Unreleased Demo 2002)                                      | Underground X: Demos                                                      | Linkin Park                                                                   |
| 2011 | Issho Ni                                                         | Download to Donate: Tsunami Relief                                        | Linkin Park                                                                   |
| 2011 | Pay Yo Respektz                                                  |                                                                           | Dave "Phoenix" Farrell, Mike Shinoda                                          |
| 2011 | YO (MTM Demo)                                                    | Underground Eleven                                                        | Linkin Park                                                                   |
| 2011 | Slip (1998 Unreleased Hybrid Theory Demo)                        | Underground Eleven                                                        | Linkin Park, Mark Wakefield                                                   |
| 2011 | Soundtrack (Meteora Demo)                                        | Underground Eleven                                                        | Linkin Park                                                                   |
| 2011 | In the End (Demo)                                                | Underground Eleven                                                        | Linkin Park                                                                   |
| 2011 | Program (Meteora Demo)                                           | Underground Eleven                                                        | Linkin Park                                                                   |
| 2011 | Bang Three (What I've Done Original Demo)                        | Underground Eleven                                                        | Linkin Park                                                                   |
| 2011 | Robot Boy (Test Mix, Optional Vocal Take)                        | Underground Eleven                                                        | Linkin Park                                                                   |
| 2011 | Broken Foot (Meteora Demo)                                       | Underground Eleven                                                        | Linkin Park                                                                   |
| 2011 | Esaul (A Place for My Head Demo)                                 | Underground Eleven                                                        | Linkin Park, Mark Wakefield                                                   |
| 2011 | Blue (1998 Unreleased Hybrid Theory Demo)                        | Underground Eleven                                                        | Linkin Park                                                                   |
| 2012 | Lost in the Echo                                                 | Living Things                                                             | Linkin Park                                                                   |
| 2012 | In My Remains                                                    | Living Things                                                             | Linkin Park                                                                   |
| 2012 | Burn It Down                                                     | Living Things                                                             | Linkin Park                                                                   |
| 2012 | Lies Greed Misery                                                | Living Things                                                             | Linkin Park                                                                   |
| 2012 | I'll Be Gone                                                     | Living Things                                                             | Linkin Park                                                                   |
| 2012 | Castle of Glass                                                  | Living Things                                                             | Linkin Park                                                                   |
| 2012 | Victimized                                                       | Living Things                                                             | Linkin Park                                                                   |
| 2012 | Roads Untraveled                                                 | Living Things                                                             | Linkin Park                                                                   |
| 2012 | Skin to Bone                                                     | Living Things                                                             | Linkin Park                                                                   |
| 2012 | Until It Breaks                                                  | Living Things                                                             | Linkin Park                                                                   |
| 2012 | Tinfoil                                                          | Living Things                                                             | Linkin Park                                                                   |
| 2012 | Powerless                                                        | Living Things                                                             | Linkin Park                                                                   |
| 2012 | Homecoming (Minutes to Midnight Demo)                            | LP Underground 12.0                                                       | Linkin Park                                                                   |
| 2012 | Points of Authority (Demo)                                       | LP Underground 12.0                                                       | Linkin Park                                                                   |
| 2012 | Clarity (Minutes to Midnight Demo)                               | LP Underground 12.0                                                       | Linkin Park                                                                   |
| 2012 | Asbestos (Minutes to Midnight Demo)                              | LP Underground 12.0                                                       | Linkin Park                                                                   |
| 2012 | Bunker (Minutes to Midnight Demo)                                | LP Underground 12.0                                                       | Linkin Park                                                                   |
| 2012 | So Far Away (Unreleased 1998)                                    | LP Underground 12.0                                                       | Linkin Park                                                                   |
| 2012 | Pepper (Meteora Demo)                                            | LP Underground 12.0                                                       | Linkin Park                                                                   |
| 2012 | Debris (Minutes to Midnight Demo)                                | LP Underground 12.0                                                       | Linkin Park                                                                   |
| 2012 | Ominous (Meteora Demo)                                           | LP Underground 12.0                                                       | Linkin Park                                                                   |
| 2012 | Forgotten (Demo)                                                 | LP Underground 12.0                                                       | Linkin Park, Mark Wakefield                                                   |
| 2012 | Bruiser                                                          | StageLight Demos EP                                                       | Linkin Park                                                                   |
| 2012 | Space Station                                                    | StageLight Demos EP                                                       | Linkin Park                                                                   |
| 2012 | Complimentary                                                    | StageLight Demos EP                                                       | Linkin Park                                                                   |
| 2012 | Loop Jam 1                                                       | StageLight Demos EP                                                       | Linkin Park                                                                   |
| 2012 | Loop Jam 2                                                       | StageLight Demos EP                                                       | Linkin Park                                                                   |
| 2013 | A Light That Never Comes                                         | Recharged                                                                 | Linkin Park, Steve Aoki                                                       |
| 2013 | Castle of Glass (M. Shinoda Remix)                               | Recharged                                                                 | Linkin Park                                                                   |
| 2013 | Lost in the Echo (Killsonik Remix)                               | Recharged                                                                 | Linkin Park                                                                   |
| 2013 | Victimized (M. Shinoda Remix)                                    | Recharged                                                                 | Linkin Park                                                                   |
| 2013 | I'll Be Gone (Vice Remix) (góp mặt Pusha T)                      | Recharged                                                                 | Linkin Park, Pusha T                                                          |
| 2013 | Lies Greed Misery (Dirtyphonics Remix)                           | Recharged                                                                 | Linkin Park                                                                   |
| 2013 | Roads Untraveled (Rad Omen Remix) (góp mặt Bun B)                | Recharged                                                                 | Linkin Park, Bun B                                                            |
| 2013 | Powerless (Enferno Remix)                                        | Recharged                                                                 | Linkin Park                                                                   |
| 2013 | Burn It Down (Tom Swoon Remix)                                   | Recharged                                                                 | Linkin Park                                                                   |
| 2013 | Until It Breaks (Datsik Remix)                                   | Recharged                                                                 | Linkin Park                                                                   |
| 2013 | Skin to Bone (Nick Catchdubs Remix) (góp mặt Cody B. Ware & Ryu) | Recharged                                                                 | Linkin Park, Cody B. Ware, Ryu                                                |
| 2013 | I'll Be Gone (Schoolboy Remix)                                   | Recharged                                                                 | Linkin Park                                                                   |
| 2013 | Until It Breaks (Money Mark Headphone Remix)                     | Recharged                                                                 | Linkin Park                                                                   |
| 2013 | A Light That Never Comes (Rick Rubin Reboot)                     | Recharged                                                                 | Linkin Park                                                                   |
| 2013 | Burn It Down (Paul van Dyk Remix)                                | Recharged                                                                 | Linkin Park                                                                   |
| 2013 | Basquiat (2007 Demo)                                             | LP Underground XIII                                                       | Linkin Park                                                                   |
| 2013 | Holding Company (2011 Demo)                                      | LP Underground XIII                                                       | Linkin Park                                                                   |
| 2013 | Primo (I'll Be Gone - Longform 2010 Demo)                        | LP Underground XIII                                                       | Linkin Park                                                                   |
| 2013 | Hemispheres (2011 Demo)                                          | LP Underground XIII                                                       | Linkin Park                                                                   |
| 2013 | Cumulus (2002 Demo)                                              | LP Underground XIII                                                       | Linkin Park                                                                   |
| 2013 | Pretty Birdy (Somewhere I Belong 2002 Demo)                      | LP Underground XIII                                                       | Linkin Park                                                                   |
| 2013 | Universe (2006 Demo)                                             | LP Underground XIII                                                       | Linkin Park                                                                   |
| 2013 | Apaches (Until It Breaks Demo, No. 1)                            | LP Underground XIII                                                       | Linkin Park                                                                   |
| 2013 | Foot Patrol (Until It Breaks Demo, No. 2)                        | LP Underground XIII                                                       | Linkin Park                                                                   |
| 2013 | Three Band Terror (Until It Breaks Demo, No. 3)                  | LP Underground XIII                                                       | Linkin Park                                                                   |
| 2013 | Truth Inside a Lie (By Ryan Giles) [LPU Sessions 2013]           | LP Underground XIII                                                       | Ryan Giles                                                                    |
| 2013 | Change (By Beta State) [LPU Sessions 2013]                       | LP Underground XIII                                                       | Matt McDonald, Ryan Hernandez, Justin Kastner, Adrian Robinson                |
| 2014 | Keys to the Kingdom                                              | The Hunting Party                                                         | Linkin Park                                                                   |
| 2014 | All for Nothing (góp mặt Page Hamilton)                          | The Hunting Party                                                         | Linkin Park                                                                   |
| 2014 | Guilty All the Same (góp mặt Rakim)                              | The Hunting Party                                                         | Linkin Park, Rakim                                                            |
| 2014 | The Summoning                                                    | The Hunting Party                                                         | Linkin Park                                                                   |
| 2014 | War                                                              | The Hunting Party                                                         | Linkin Park                                                                   |
| 2014 | Wastelands                                                       | The Hunting Party                                                         | Linkin Park                                                                   |
| 2014 | Until It's Gone                                                  | The Hunting Party                                                         | Linkin Park                                                                   |
| 2014 | Rebellion (góp mặt Daron Malakian)                               | The Hunting Party                                                         | Linkin Park, Daron Malakian                                                   |
| 2014 | Mark the Graves                                                  | The Hunting Party                                                         | Linkin Park                                                                   |
| 2014 | Drawbar (góp mặt Tom Morello)                                    | The Hunting Party                                                         | Linkin Park                                                                   |
| 2014 | Final Masquerade                                                 | The Hunting Party                                                         | Linkin Park                                                                   |
| 2014 | A Line in the Sand                                               | The Hunting Party                                                         | Linkin Park                                                                   |
| 2014 | White Noise                                                      | Mall (nhạc nền)                                                           | Chester Bennington, Dave Farrell, Joe Hahn, Mike Shinoda                      |
| 2014 | Jeff Walks                                                       | Mall (nhạc nền)                                                           | Chester Bennington, Dave Farrell, Joe Hahn, Mike Shinoda                      |
| 2014 | Mall Blueprint                                                   | Mall (nhạc nền)                                                           | Chester Bennington, Dave Farrell, Joe Hahn, Mike Shinoda                      |
| 2014 | Jeff Makes Observations                                          | Mall (nhạc nền)                                                           | Chester Bennington, Dave Farrell, Joe Hahn, Mike Shinoda                      |
| 2014 | Barry's Story                                                    | Mall (nhạc nền)                                                           | Chester Bennington, Dave Farrell, Joe Hahn, Mike Shinoda                      |
| 2014 | Mal RX7                                                          | Mall (nhạc nền)                                                           | Chester Bennington, Dave Farrell, Joe Hahn, Mike Shinoda                      |
| 2014 | Changing Room Tease                                              | Mall (nhạc nền)                                                           | Chester Bennington, Dave Farrell, Joe Hahn, Mike Shinoda                      |
| 2014 | Danny in Police Car - Mal Gears Up                               | Mall (nhạc nền)                                                           | Chester Bennington, Dave Farrell, Joe Hahn, Mike Shinoda                      |
| 2014 | Mal Gives Barry Second Chance - Mal Unloads                      | Mall (nhạc nền)                                                           | Chester Bennington, Dave Farrell, Joe Hahn, Mike Shinoda                      |
| 2014 | Mall Carnage - Mal Stalked                                       | Mall (nhạc nền)                                                           | Chester Bennington, Dave Farrell, Joe Hahn, Mike Shinoda                      |
| 2014 | It Goes Through                                                  | Mall (nhạc nền)                                                           | Chester Bennington, Dave Farrell, Joe Hahn, Mike Shinoda                      |
| 2014 | Cops Arrive                                                      | Mall (nhạc nền)                                                           | Chester Bennington, Dave Farrell, Joe Hahn, Mike Shinoda                      |
| 2014 | Danny's Lucky Day                                                | Mall (nhạc nền)                                                           | Chester Bennington, Dave Farrell, Joe Hahn, Mike Shinoda                      |
| 2014 | Jeff Philosophizes to Donna                                      | Mall (nhạc nền)                                                           | Chester Bennington, Dave Farrell, Joe Hahn, Mike Shinoda                      |
| 2014 | Jeff and Donna Connect                                           | Mall (nhạc nền)                                                           | Chester Bennington, Dave Farrell, Joe Hahn, Mike Shinoda                      |
| 2014 | Jeff Trips in the Mirror                                         | Mall (nhạc nền)                                                           | Chester Bennington, Dave Farrell, Joe Hahn, Mike Shinoda                      |
| 2014 | Adele and Danny In the Backseat                                  | Mall (nhạc nền)                                                           | Chester Bennington, Dave Farrell, Joe Hahn, Mike Shinoda                      |
| 2014 | Mal vs. Helicopter                                               | Mall (nhạc nền)                                                           | Chester Bennington, Dave Farrell, Joe Hahn, Mike Shinoda                      |
| 2014 | Devil's Drop                                                     | Mall (nhạc nền)                                                           | Chester Bennington, Dave Farrell, Joe Hahn, Mike Shinoda                      |
| 2014 | TV Comes to Life - Mal and Jeff                                  | Mall (nhạc nền)                                                           | Chester Bennington, Dave Farrell, Joe Hahn, Mike Shinoda                      |
| 2014 | The Last Line                                                    | Mall (nhạc nền)                                                           | Chester Bennington, Dave Farrell, Joe Hahn, Mike Shinoda                      |
| 2014 | Danny Goes Home                                                  | Mall (nhạc nền)                                                           | Chester Bennington, Dave Farrell, Joe Hahn, Mike Shinoda                      |
| 2014 | Dancer                                                           | Mall (nhạc nền)                                                           | Chester Bennington, Dave Farrell, Joe Hahn, Mike Shinoda                      |
| 2014 | Aubrey One (2009 Demo)                                           | LP Underground XIV                                                        | Linkin Park                                                                   |
| 2014 | Malathion+Tritonus (2008 Berlin Demo)                            | LP Underground XIV                                                        | Linkin Park                                                                   |
| 2014 | Berlin One, Version C(2009 Demo)                                 | LP Underground XIV                                                        | Linkin Park                                                                   |
| 2014 | Blanka (2008 Demo)                                               | LP Underground XIV                                                        | Linkin Park                                                                   |
| 2014 | Heartburn (2007 Demo)                                            | LP Underground XIV                                                        | Linkin Park                                                                   |
| 2014 | Breaking the Habit Original Mike (2002 Demo)                     | LP Underground XIV                                                        | Linkin Park                                                                   |
| 2014 | Dave Sbeat feat. Joe                                             | LP Underground XIV                                                        | Dave Farrell, Joe Hahn                                                        |
| 2014 | Froctagon (2009 Demo)                                            | LP Underground XIV                                                        | Linkin Park                                                                   |
| 2014 | Rhinoceros (2002 Demo)                                           | LP Underground XIV                                                        | Linkin Park                                                                   |
| 2014 | After Canada (2005 Demo)                                         | LP Underground XIV                                                        | Linkin Park                                                                   |
| 2015 | Final Masquerade (acoustic)                                      |                                                                           | Linkin Park                                                                   |
| 2015 | Animals (2011 Demo)                                              | LP Underground 15                                                         | Linkin Park                                                                   |
| 2015 | Basil (2008 Demo)                                                | LP Underground 15                                                         | Linkin Park                                                                   |
| 2015 | Pods 1 of 3 (1998 Demo)                                          | LP Underground 15                                                         | Linkin Park                                                                   |
| 2015 | Pods 2 of 3 (1998 Demo)                                          | LP Underground 15                                                         | Linkin Park                                                                   |
| 2015 | Pods 3 of 3 (1998 Demo)                                          | LP Underground 15                                                         | Linkin Park                                                                   |
| 2015 | Chance of Rain (2006 Demo)                                       | LP Underground 15                                                         | Linkin Park                                                                   |
| 2015 | TooLeGit (2010 Demo)                                             | LP Underground 15                                                         | Linkin Park                                                                   |
| 2016 | Grudgematch (2009 Demo)                                          | LP Underground 15                                                         | Linkin Park                                                                   |
| 2016 | Hurry (1999 Demo)                                                | LP Underground 15                                                         | Linkin Park                                                                   |
| 2016 | Grr (1999 Demo)                                                  | LP Underground 15                                                         | Linkin Park                                                                   |
| 2016 | Attached (2003 Demo)                                             | LP Underground 15                                                         | Linkin Park                                                                   |
| 2016 | Chair (1999 Demo)                                                | LP Underground 15                                                         | Linkin Park                                                                   |
| 2016 | The Catalyst (2010 Demo)                                         | LP Underground Sixteen                                                    | Linkin Park                                                                   |
| 2016 | Can't Hurt Me (2014 Demo)                                        | LP Underground Sixteen                                                    | Linkin Park                                                                   |
| 2016 | Dark Crystal (2015 Demo)                                         | LP Underground Sixteen                                                    | Linkin Park                                                                   |
| 2016 | Air Force One (2015 Demo)                                        | LP Underground Sixteen                                                    | Linkin Park                                                                   |
| 2016 | Bleed It Out (2007 Demo)                                         | LP Underground Sixteen                                                    | Linkin Park                                                                   |
| 2016 | Consequence A (2010 Demo)                                        | LP Underground Sixteen                                                    | Linkin Park                                                                   |
| 2016 | Consequence B (2010 Demo)                                        | LP Underground Sixteen                                                    | Linkin Park                                                                   |
| 2016 | Lies Greed Misery (2010 Demo)                                    | LP Underground Sixteen                                                    | Linkin Park                                                                   |
| 2016 | Burberry (2015 Demo)                                             | LP Underground Sixteen                                                    | Linkin Park                                                                   |
| 2016 | Symphonies of Light Reprise (2010 Demo)                          | LP Underground Sixteen                                                    | Linkin Park                                                                   |
| 2017 | Nobody Can Save Me                                               | One More Light                                                            | Brad Delson, Mike Shinoda, Jon Green                                          |
| 2017 | Good Goodbye (feat. Pusha T và Stormzy)                          | One More Light                                                            | Brad Delson, Mike Shinoda, Jesse Shatkin, Stormzy, Pusha T                    |
| 2017 | Talking to Myself                                                | One More Light                                                            | Brad Delson, Mike Shinoda, Ilsey Juber, J.R. Rotem                            |
| 2017 | Battle Symphony                                                  | One More Light                                                            | Brad Delson, Mike Shinoda, Jon Green                                          |
| 2017 | Invisible                                                        | One More Light                                                            | Mike Shinoda, Justin Parker                                                   |
| 2017 | Heavy (feat. Kiiara)                                             | One More Light                                                            | Chester Bennington, Brad Delson, Mike Shinoda, Julia Michaels, Justin Tranter |
| 2017 | Sorry for Now                                                    | One More Light                                                            | Mike Shinoda                                                                  |
| 2017 | Halfway Right                                                    | One More Light                                                            | Chester Bennington, Brad Delson, Mike Shinoda, Ross Golan, Michael Keenan     |
| 2017 | One More Light                                                   | One More Light                                                            | Mike Shinoda, Eg White                                                        |
| 2017 | Sharp Edges                                                      | One More Light                                                            | Brad Delson, Mike Shinoda, Ilsey Juber                                        |
| 2017 | Looking For An Answer                                            |                                                                           | Mike Shinoda                                                                  |